# Amphinemura sulcicollis
Amphinemura sulcicollis är en bäcksländeart som först beskrevs av Stephens 1836.  Amphinemura sulcicollis ingår i släktet Amphinemura och familjen kryssbäcksländor. Arten är reproducerande i Sverige. Inga underarter finns listade i Catalogue of Life.

## Bildgalleri

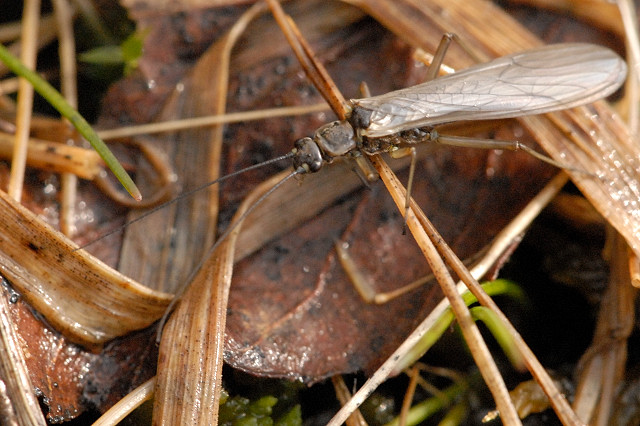
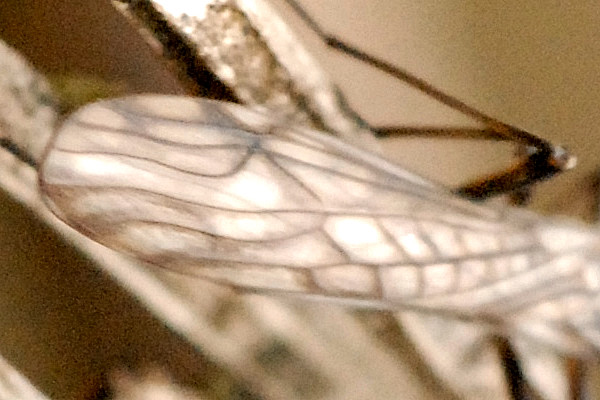